# Temoe
Temoe, parfois appelé Timoe, est un atoll rattaché administrativement aux îles Gambier de Polynésie française, dont il constitue l'île la plus orientale de l'archipel.

## Géographie

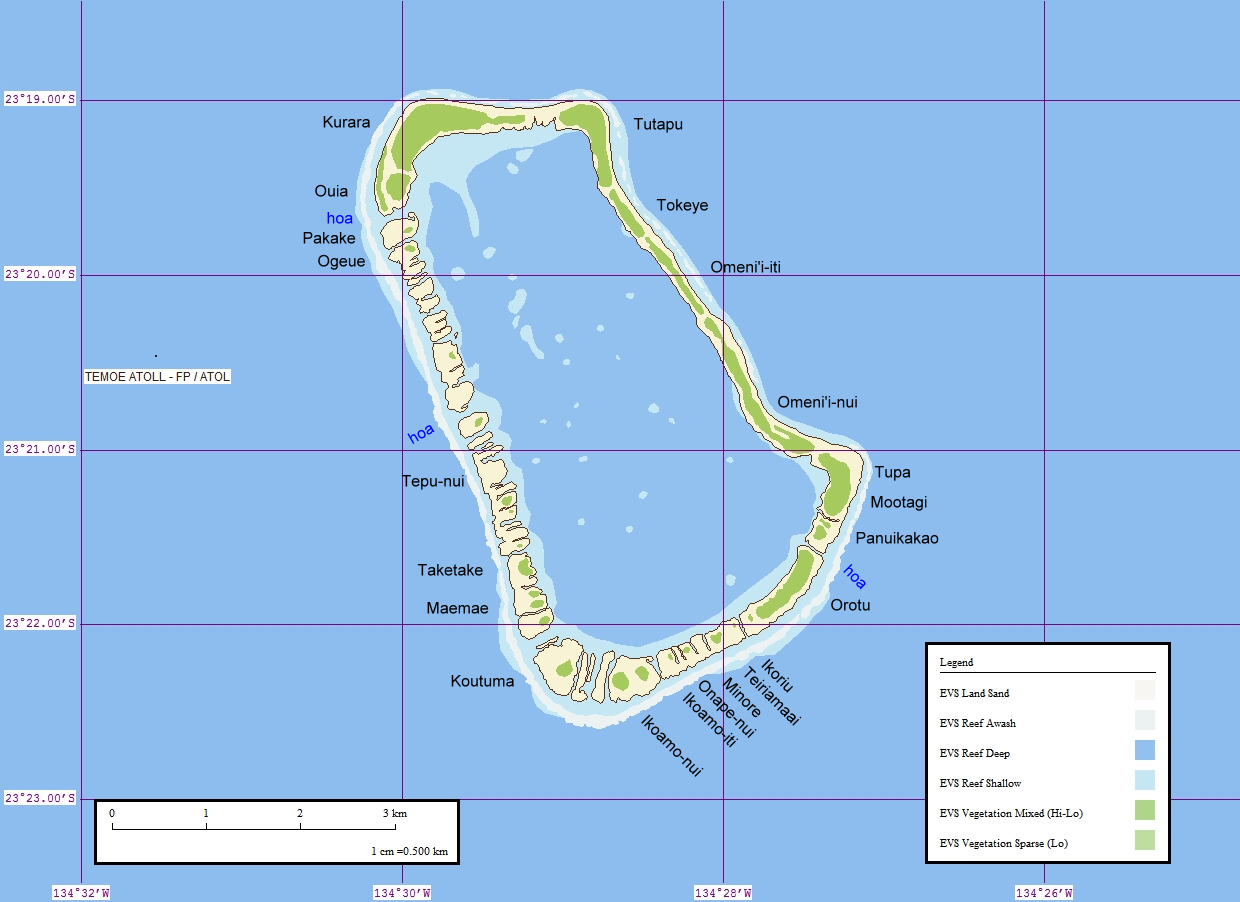
Topographie de Temoe.

Temoe se situe à 54 km à l'est-sud-est de Mangareva dans les îles Gambier et à 1 640 km à l'est-sud-est de Tahiti constituant ainsi l'atoll le plus oriental de la Polynésie française. De forme trapézoïdale, Temoe fait 6,8 km de longueur et 4,2 km de largeur maximales pour une surface de terres émergées de 2,1 km2 (répartis en une vingtaine de motu) et un lagon de 12 km2 dépourvu de passe de communication avec l'océan. À 25 km à l'ouest se situe un important récif corallien submergé, le récif Portland, d'environ 5 km de diamètre et situé à 10 mètres de profondeur.
L'île, rattachée administrativement aux îles Gambier, est inhabitée de manière permanente.

## Histoire
La première mention certaine de cet atoll par un Européen a été faite par le navigateur britannique James Wilson le 24 mai 1797, qui le nomme Crescent Island. Il est ensuite visité par le navigateur britannique Frederick Beechey le 23 décembre 1825 qui maintient son nom.
Temoe n'est plus habité de manière permanente depuis 1838, année où les missionnaires déplacèrent tous ses habitants à Mangareva pour leur évangélisation.